# Істогу (футбольний клуб)
Футбольний клуб «Істогу» або просто ФК «Істогу» (алб. Klub Futbollistik Istogu; KF Istogu) — професіональний косовський футбольний клуб з міста Істог.

## Історія
Практично весь час, з моменту свого створення, клуб виступав у нижчих футбольних дивізіонах чемпіонату Югославії та сучасного Косова. З 1960-их років КФ «Істогу» був середняком нижніх футбольних дивізіонів. З 2014 року команда виступає в Райфайзен Суперлізі Косова. КФ «Істогу» не має у своїй колекції трофеїв. 
У сезоні 2007/08 років найкращий в історії клубу бомбардир Суад Саліагич був проданий до КФ «Приштина» за неоголошену суму, він забив 26 м'ячів у 11-ти матчах, що є рекордом для чемпіонатів Косова.
З 2000 року у КФ «Істогу» з'явилася організована фанатська група, яка називає себе «Troftat» («Форель»).

## Досягнення
- Ліга е Паре
  -  Чемпіон (1): 2013/14